# レフォルマ戦争
レフォルマ戦争(スペイン語: Guerra de Reforma)とは、19世紀のメキシコで起きた内戦のひとつ。
独立後の自由主義派と保守派との間の長期にわたる内戦である。

## 概要
自由主義派は、伝統的なローマカトリック教会と軍事的な影響力を支配を制限し、連邦制を布くことを求めた。
保守派は教会と軍事勢力が伝統的な役割と、権力を保持しつつ中央集権的な体制、君主制さえも布くことを求めた。
アントニオ・ロペス・デ・サンタ・アナの亡命後の政府の統制の中で、自由主義者が教会と軍閥の勢力を剥ぎ取る一連の法整備を始めた時に、対立は内戦に突入した。
タクバヤの陰謀による保守派の抵抗はイグナシオ・コモンフォルト大統領を自由主義派から保守派へと鞍替えさせ、自由主義派の残党をベラクルスへ追いやった。
保守派はメキシコシティと中央メキシコを統制下においたが、残る他の地域は保守派か自由主義派かのいずれかを選んだ。
自由主義派は軍事経験に劣っていたので当初の戦闘では敗北を喫していたが、保守派軍がベラクルス攻略に二度にわたり失敗すると潮目が変わった。
1860年12月に保守派軍が降伏するまでに自由主義派軍は勝利を重ねていった。
保守派軍が戦争に敗北する頃には、ゲリラは数年間農村部で行動を維持する一方で、メキシコシティの保守派はフランスのナポレオン3世と共謀し、フランスのメキシコ干渉戦争の後に、ハプスブルク家のマクシミリアン大公をメキシコ皇帝として擁立した。

## 独立後のメキシコでの自由主義派と保守派の対立
メキシコ独立戦争後、メキシコは独立戦争の10年よりも多くの時間にわたり回復に努めていた間に、強く分断された。
1821年から1857年にわたり50ものことなる政権がメキシコを統治した。これら政権には独裁政権も立憲共和政も君主制も含まれていた。
 
政治的な分裂は大体2つのグループに分かれる。すなわち自由主義派と保守派である。
自由主義者の政治運動は「友愛思想」の秘密会議でのはじまった。
組織の秘密性は政治的な議論を目立たないようにした。保守派はヨーロッパ式の君主制を望む多くの人々らと一元的な政府を志向した。
保守派は、税制面でも法的にも免除をうけていた教会や軍が含む植民地時代から継承した組織の多くの保護を志向した。税制面でも法的にも免除をうけていた教会や軍が含まれる。
自由主義者は、教会や軍の特権を制限し啓蒙時代に現れた理想に基づく、連邦共和制を志向した。
レフォルマ時代の終わりまでに、メキシコの歴史は、これら二つの派閥の支配をめぐる争いと、外国の介入に対する戦闘で、同時期に占められることになった。
 
メキシコの歴史でのレフォルマ時代は1855年から1876年までと規定される。

## 1850年代の自由主義派の興起
1850年代、自由主義者の組織はベニート・フアレスなどの下で統制された。
米墨戦争で旧植民地の領域のおよそ半分を喪失してから、自由主義者は優勢となった。自由主義者は教会と軍閥ことがメキシコの問題の根源だと考えていた。

自由主義者は二つの内部組織を有してきた、強硬派（puros）と穏健派（moderados）である。フアレスとメルチョル・オカンポといった両組織の指導者がともに1854年にニューオリンズに亡命した時に団結し、サンタ・アンナに対してのフアン・アルバレスの蜂起を支援した。サンタ・アンナはいまのアメリカ合衆国の南西部のテキサスを喪失したことで広く非難されていた。
二人は 「アユトラ綱領」と呼ばれる原則を文書にした。
この計画はともにメキシコからサンタ・アンナを追放できる軍事評議会をもつというものである。
自由主義者のメキシコでのカトリック教会のヘゲモニーへの挑戦は1850年代以前には始まっていた。国家レベルでの対策は1820年代から試みられておりバレンティン・ゴメス・ファリアス政権の改革政策は、国家と教会の統合を含む、メキシコのカトリックのアイデンティティの政治的な保護を招いた。
これには「ラ・クルス」紙のようなカトリック新聞と自由主義者の政策と思想を強く攻撃する保守的な集団も含まれていた。
この思想はヨーロッパの啓蒙思想にルーツを持ち、それは社会におけるカトリック教会の役割を減少させるものであった。
「改革」は1830年代と1840年代に始まり、レフォルマ時代の基本法に統合された。それらは1855年から1857年の期間と1858年から1861年の期間の二つの段階を経ていた。第一段階の終わりに『メキシコ1857年憲法』が公布された。いっそうの「改革法」は進展はバレンティン・ゴメス・ファリアス政権の以降の自由主義者が保守派との内戦の勝利がはっきりしはじめたときである。 

## 「改革（レフォルマ）法」
「アユトラ綱領」の成功は、反乱を起こしたフアン・アルバレスのメキシコ大統領にした。アルバレスは大統領になると強硬な自由主義者を重要なポストに任命していった。イグナシオ・コモンフォルトは軍事大臣、フアレスが司法大臣、ミゲル・レルゴ・デ・テハダは開発大臣、メルチョル・オカンポが外務大臣と言った風に。アルバレスが1855年の12月に引退するとコモンフォルトが大統領に就任し、改革が継続された。この自由改革法の最初は1855年に可決された。ベニート・フアレスにちなみ「フアレス法」と命名されたこの法律は聖職者の特権、特に教会の権威を、民法に従属させることで制限するものであった 
。 
これは教会を廃止するよりかは穏健な政策であった。しかし動きが国家の潜在的な部分で始まった。
メキシコシティのラザロ・デ・ラ・ゴルサ大司教はこの法律を教会に対する攻撃だと非難し、聖職者らは1855年から1856年にプエブラで反乱を起こした。

他の法律は軍閥によって伝統的に満喫されていた特権を攻撃した。軍閥は、1820年代の皇帝アグスティン・デ・イトゥルビデ以来、メキシコ政府を牛耳ってきた。

つぎの改革法はミゲル・レルド・デ・テハダにちなみ『レルド法』と呼ばれた。この新しい法律の下で、政府は教会の所有地を取り上げ始めた。
  
これは『フアレス法』よりもかなりの物議を醸すものであった。法律の目的は、土地を教会の私有財産のような法人よって保有されていた土地を、そこに住む人に都合のいいように変換することであった。それらは発展に拍車をかけ、政府は税制によって歳入を増加できると考えられた。
  
レルド・デ・タハダは財務大臣であり、彼は教会が都市と農村部の土地を多くを安い価格で売却することを要求した。
もし教会が応じなければ、政府は土地を競売にかける。法律は教会は将来にわたり財産を得ることはできないとも示されていた。
しかし、レルド法は教会に適用されなかった。
同法はいかなる法人も土地を所有できないと示されていた。これはエヒードのような公有地の先住民の村によるものも広く定義されていた。
当初エヒードは法律の適用をまぬかれていたが、最終的にはこれら先住民の共同体は土地の喪失に苦しんだ。 

1857年までに、「イグレシアス法(ホセ・マリア・イグレシアスの名にちなむ)」のような追加的な反聖職者法が貧民からの寄進を規制し、聖職者の洗礼、結婚、葬儀、儀式の代金の受け取りを禁止した。
 
離婚に関する条項が認められないまま、結婚は民法上の契約になった。
出生、婚姻、死亡の記録は民法上の事柄になった。これにはフアレス大統領のベラクルスで生まれた息子が適用された。
宗教的な祝日は減らされ、国家的な出来事のための祝日がいくつか導入された。教会外での宗教的なお祝いは禁止され、教会の鐘と聖職者の衣装の使用は公的には禁止となった。

ほかの際立った改革法のひとつは「教会財産の国有化のための法律」であり、これは国中の修道院をほぼすべて世俗化するものであった。
政府はこの法律がアメリカ合衆国の債務の返済を賄うのに十分な税収をもたらすことを希望したが、この土地政策は、これらがすべて完了してから20世紀初頭まで埋まらないことを証明した。

これら法律が可決されると、議会は新憲法を議論した。議員らは改革法によって立てられた先例とともに、メキシコを中央集権的な権威主義的な国にするか連邦共和制にするかの問題を心配した。最後には、イグナシオ・コモンフォルト大統領のもと『1857年メキシコ憲法』が制定された。 
 この憲法はカトリック教会を公的には認めず、のちに「信教の自由」を要した。

## 内戦
改革法のどれもが教会と軍閥の保守派の強い抵抗にあい、軍事的な行動と戦争が起きた。
『フアレス法』ののち、トマス・メヒア将軍がケレタロ地域のシエラ・ホルダでメキシコのカトリックのアイデンティティを守るために自由主義政府に反旗を翻した。
メヒヤは以後8年間にわたり自由主義政府に対する作戦を指揮した。
『レルド法』と『1857年憲法』に反対するものは保守派の軍事力で首都メキシコを攻略した。この作戦は「タクバヤの陰謀」と呼ばれる。軍閥がメキシコシティを統制下に置くと、イグナチオ・コモンフォルト大統領は「タクバヤの陰謀」に同意し、自由主義派から保守派に変節した。しかしベニート・フアレス最高裁長官は『1857年憲法』を護持した。フアレスは逮捕された。
  
コモンフォルトはつぎにフェリックス・マリア・スロアガ陸軍大将を自分の傍らにおいた。メキシコシティ到着後、スロアガの支持者は議会に集まり、新しい憲法を起草するために自由主義派の政治家を逮捕した。1858年にはスロアガはコモンフォルト大統領を辞任に追い込み、自身が大統領に就任した（『1857年憲法』の規定によれば最高裁長官が暫定大統領となるためベニート・フアレスが合法的な大統領になる）。
 
「タクバヤの陰謀」は、自由主義者の『1857年憲法』を支持するか、保守派の首都制圧を支持するかでメキシコを深く分断した。
フアレスは監獄から脱出し、ケレタロに逃走した。 
フアレスは自由主義者の暫定的な大統領とみなされた。スロアガ軍がメキシコ中央を制圧すると、フアレスと彼の政権はベラクルスに押し込められた。そこから、自由主義政府はベラクルス州と多数の北部と中央西の同盟州を統制下においた。
自由主義政府は1858年から1861年までベラクルスに拠点をおいた。

自由主義派と保守派のすべての戦闘は1858年から1861年に激化し、「レフォルマ戦争」として知られる。保守派はメキシコシティを支配下においたが、ベラクルスは落とせなかった。ベラクルスからフアレスは反政府運動を指揮し、ここから、自由主義派軍は物資と資金を港での関税の受け取りを通じて得ていた。

戦争の始まりに、自由主義派の指導者と軍はメキシコ国軍を背景とする保守派との軍事的な経験に欠けていた。しかし戦闘を継続するにつれて、自由主義軍は、最終的な勝利を得るのを可能ならしめるほどの経験を得ていった。1860年、保守派軍のミゲル・ミラモン大統領は二度にわたりベラクルスを攻略しようとしたが成功しなかった。
同年、保守派軍はオアハカとグアダラハラで敗北した。1860年の12月、ミラモンはメキシコシティの外で降伏した。自由主義軍は1861年1月1日に首都を再占拠し、1週間後にベニート・フアレスは首都に帰還した。

首都を制圧したものの、保守派のゲリラ軍は農村部で活動していた。ミラモンはキューバとヨーロッパに亡命した。しかしマルケス将軍は行動を維持し、メヒヤはフランスによる干渉戦争が終わるまで彼の強力な拠点であるシエラ・ホルダから作戦を指揮した。

## フランスの介入
フアレス暫定政権は1861年の選挙で承認された。しかし、自由主義派の1861年の喜びは束の間であった。
戦争はメキシコのインフラストラクチャーにダメージを与え、経済を荒廃させた。保守派が敗北した時、彼らは姿を消そうとはせずに、フアレス政権は彼らに圧力をかけることで応じた。
保守派の譲歩のひとつは、未だにフアレス政権に抵抗する保守派のゲリラ兵に対する恩赦であった。しかし彼らと同じゲリラ兵は自由主義派の捕捉を実行し続けており捕捉された者の中にはメルチオール・オカンポも含まれていた。
フアレスは外圧にも直面していた。イギリス、スペインとフランスといったメキシコへの多額の債権を保有する国々からである
 。
保守派はヨーロッパ式の君主制を欲し、ついにフランスと共謀して、メキシコに二人目の皇帝を擁立することになる
。

## 参照
1. ↑  Kirkwood, Burton (2000). History of Mexico.. Westport, CT: Greenwood Publishing Group, Incorporated. p. 107. ISBN 978-1-4039-6258-4
2. ↑  Kirkwood, Burton (2000). History of Mexico.. Westport, CT: Greenwood Publishing Group, Incorporated. p. 109. ISBN 978-1-4039-6258-4
3. 1 2 3  Kirkwood, Burton (2000). History of Mexico.. Westport, CT: Greenwood Publishing Group, Incorporated. p. 100. ISBN 978-1-4039-6258-4
4. 1 2  Hamnett, Brian R (1999). Concise History of Mexico. Port Chester, NY: Cambridge University Press. p. 160. ISBN 0-521-581206
5. 1 2 3 4 5  Kirkwood, Burton (2000). History of Mexico.. Westport, CT: Greenwood Publishing Group, Incorporated. p. 101. ISBN 978-1-4039-6258-4
6. 1 2 3  Hamnett, Brian R (1999). Concise History of Mexico. Port Chester, NY: Cambridge University Press. p. 162. ISBN 0-521-581206
7. ↑  Kirkwood, Burton (2000). History of Mexico.. Westport, CT: Greenwood Publishing Group, Incorporated. pp. 101–192. ISBN 978-1-4039-6258-4
8. 1 2 3  Hamnett, Brian R (1999). Concise History of Mexico. Port Chester, NY: Cambridge University Press. pp. 163–164. ISBN 0-521-581206
9. 1 2  “La Guerra de Reforma, Historia de México” [The Reform War, History of Mexico] (Spanish).  Mexico:  Explorando Mexico. 2009 December 2閲覧。
10. ↑  Kirkwood, Burton (2000). History of Mexico.. Westport, CT: Greenwood Publishing Group, Incorporated. p. 102. ISBN 978-1-4039-6258-4
11. ↑  Hamnett, Brian R (1999). Concise History of Mexico. Port Chester, NY: Cambridge University Press. p. 163. ISBN 0-521-581206
12. 1 2  Kirkwood, Burton (2000). History of Mexico.. Westport, CT: Greenwood Publishing Group, Incorporated. p. 103. ISBN 978-1-4039-6258-4
13. ↑  Hamnett, Brian R (1999). Concise History of Mexico. Port Chester, NY: Cambridge University Press. p. 165. ISBN 0-521-581206
14. 1 2  Kirkwood, Burton (2000). History of Mexico.. Westport, CT: Greenwood Publishing Group, Incorporated. p. 104. ISBN 978-1-4039-6258-4
15. ↑  Hamnett, Brian R (1999). Concise History of Mexico. Port Chester, NY: Cambridge University Press. p. 166. ISBN 0-521-581206